# Енніо Флаяно
Енніо Флаяно (італ. Ennio Flaiano нар. 5 березня 1910 — пом. 20 листопада 1972) — італійський письменник, журналіст, гуморист, кінокритик, сценарист та драматург. Спеціалізувався на ельзевірах, котрі писав для таких газет як Оджі, Іль мондо, Корр'єре делла Сера та багатьох інших. Автор сценарію до фільмів Федеріко Фелліні.

## Життєпис
Еніо Флаяно народився 1910 року у портовому місті Пескара і був наймолодшим поміж 7 дітей у своїх родині. Його батько був купцем його мати на ім'я Франческа була його другою дружиною. У віці п'яти років він перейшов жити до приймальної родини друзів своїх батьків. Два роки потому він пішов до школи. Він відвідував школи-інтернати у Фермо, К'єті, Сенігалії та Брешії. 1922 року він почав відвідувати гімназію у Римі. Він не був хорошим учнем. З великими потугами він вступив на навчання до факультету архітектури, який він закінчив без ступеню. У 1935 році він був призваний до армії. Після повернення з армії і познайомився з Розетта Роттою, з якою 1940 року він одружився. 1939 рок він почав свою журналістську кар'єру. Також він працював театральним та кінокритиком у щотижневому журналі Оджі. 1942 року у нього народилася його єдина донька Леле.
Письменницька кар'єра
У Римі зустрівшись з митцями та письменниками Еніо Флаяно пізніше і сам став писати. Свій перший і єдиний роман «Час вбивати» (італ. Tempo di uccidere) він написав протягом кількох місяців зимою 1946 року в Мілані. У книзі він описує свій військовий досвід у війни в Африці протягом 1935—1936 рр. Книга є однією з небагатьох згадок про війну, коли Італія намагалася зберегти свій колоніальний вплив у Африці. У романі Флайано розповідає про долю молодого італійського солдата, котрий помилково вбиває одну ефіопську жінку, через що він має почуття провини. Роман був опублікований 1947 року і був високо оцінений літературними критиками. Як наслідок він отримав нагороду італійських журналістів «Срібна стрічка». 1989 року роман був екранізований італійським режисером Джуліано Монтальдо з Ніколасом Кейджем у головній ролі.
1949 року Флаяно став редактором газети Іль мондо (італ. il Mondo, де він вів власну колонку. Пізніше він писав у таких газетах як Корр'єре делла Сера (італ. Il Corriere della Sera), Ла Воче Републікана італ. La Voce Repubblicana, Л'Еуропео (італ. L'Europeo).

У 40-вих роках він почав працювати для кіно. Свій перший кіносценарій він написав для фільму Ромоло Марчелліні Пастор Анґелікус. 

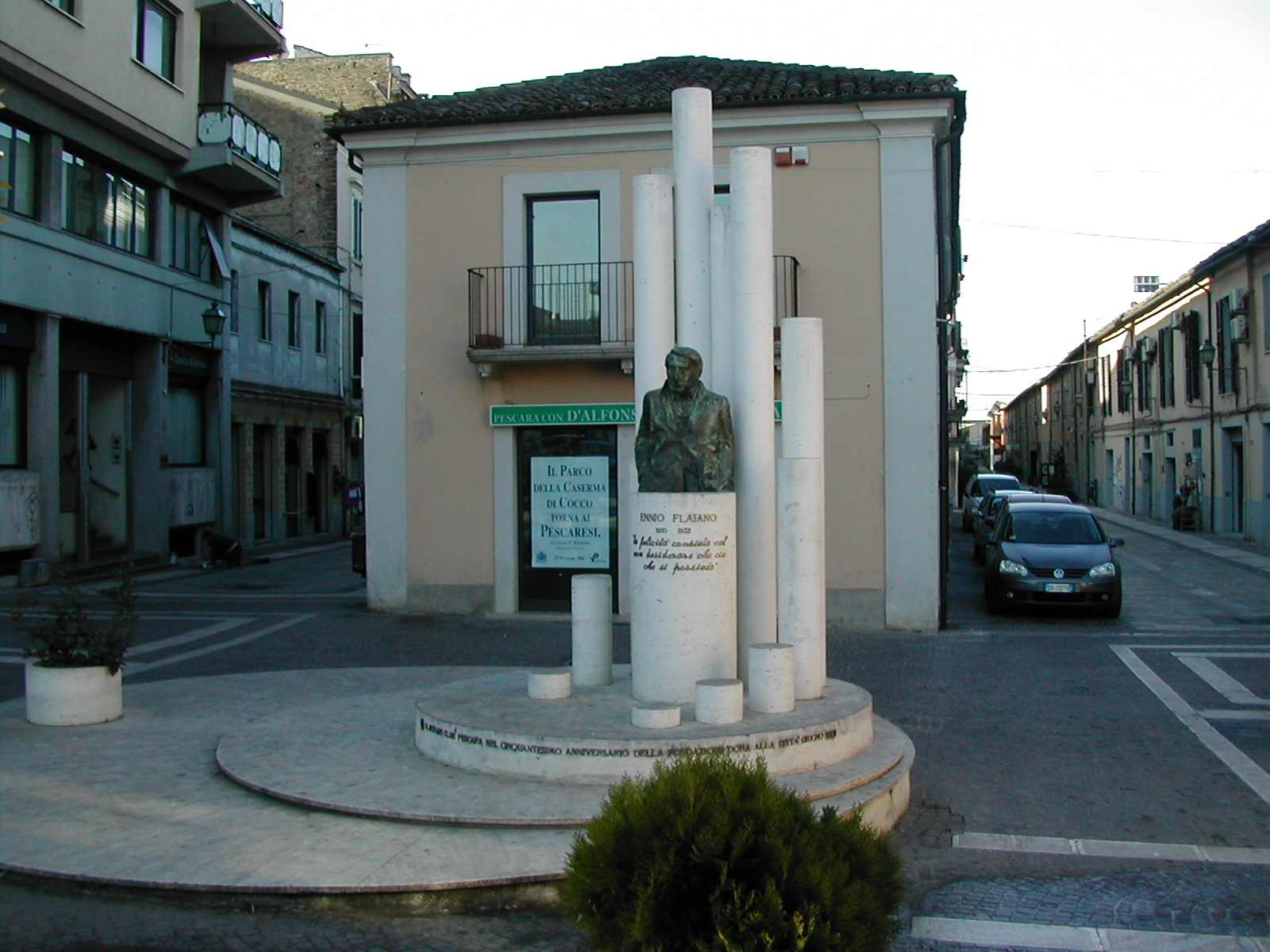
Пам'ятник Еніо Флаяно розташовваний в історичному центрі Пескари

 До 60-х років він написав понад 60 кіносценаріїв для таких режисерів як Мікеланджело Антоніоні, Луїджі Дзампа, Маріо Монічеллі. Особливий зв'язок був у Флайано з Федеріко Фелліні, для якого він написав 8 сценаріїв до його кінофільмів. Серед них найвідомішими є Солодке життя, Шахраї та Вісім з половиною. Ці три фільми номінували на премію оскар за найкращий сценарій.
Помер Флайано у Римі 1972 року від інфаркту.
З 1973 року на його честь заснували премії у трьох категоріях: література кіно та театр.

## Фільмографія
Флайано був автором сценарію чисельних фільмів:
- Пастор анґелікус (1942) Ромоло Марчелліні (Сценарій та асистент режисера)
- Танець у вогні (1943) Джорджіо Сімонеллі (сценарій)
- La primadonna (1943) Іво Періллі (сценарій)
- Особливі гості (1943) Ромоло Марчелліні (Сценарій та асистент режисера)
- Ще жити (1944) Ніно Джанніні та Лео Лонганезі (сценарій)
- Чорна одежа нашої нареченої (1945) Луїджі Дзампа (сценарій)
- La freccia nel fianco (1945) Альберто Латтуада (сценарій)
- Мій син професор (фільм) (1946) Ренато Кастеллані (актор)
- Вітер аспівав мені пісню (1947) Камілло Мастросінкве (співавтор діалогів)
- Рим — вільне місто (1946) Марчелло Пальєро (постановка та автор сценарію)
- Втеча у Францію (1948) Маріо Солдаті (автор сценарію)
- Пояс цнотливості (1949) Камілло Мастросінкве (постановка та автор сценарію)
- Вогні вар'єте (1950) di Альберто Латтуада e Федеріко Фелліні (автор сценарію)
- Париж є завжди Парижем (1951) Лучіано Еммер (автор сценарію)
- Поліцейські та злодії (1951) Маріо Монічеллі (автор сценарію)
- Білий шейх (1952) Федеріко Фелліні (автор сценарію)
- Розкішні дівчата (1952) Бернард Форхаус (автор сценарію)
- Мамині синочки (1953) Федеріко Фелліні (постановка та автор сценарію)
- Доля жінок (1953) Марчелло Пальєро, Крістіан Жак і Жан Делануа (постановка і автор сценарію)
- Де є свобода? (1953) Роберто Росселліні (автор сценарію)
- Римські канікули (1953) Вільям Вайлер (автор сценарію)
- Riscatto (1953) Маріно Джіроламі (автор сценарію)
- Світ проклинає її (1952) Джанні Франчоліні (автор сценарію)
- Пісні, пісні, пісні (1953) Доменіко Паолелла (автор сценарію)
- Міська вілла (1954) Джанні Франчіолілі (постановка автор сценарію)
- Вдягнути оголених (1954) Марчелло Пальєро (автор сценарію)
- Римлянка (1954) Луїджі Дзампа (автор сценарію)
- Камілла (1954) Лучіано Еммер (постановка і автор сенарію)
- Vergine moderna (1954) Марчелло Пільєро (автор сценарію)
- Tempi nostri (1954): епізод Scena all'aperto Алессандро Блазетті (автор сценарію)
- Дорога (1954) Федеріко Фелліні (співавтор сценарію)
- Жінка у річці (1954) Маріо Солдаті (ідея Флайано, разом з Альберто Моравіа)
- Calabuig (1955) Луїс Берланга (постановка і автор сценарію)
- Загублений континент (1955) Енріко Грас, Джорджіо Мозес і Леонардо Бонці (постановка і автор сценарію)
- Останній рай (1955) Фолько Квілічі (автор сценарію)
- Шахраї (1955) Федеріко Фелліні (співавтор сценарію)
- Peccato che sia una canaglia (1955) Алесандро Блазетті (автор сценарію)
- 1955 : Знак Венери / (Il segno di Venere)
- Лоно Венери (1955) Діно Різі (автор сценарію)
- Щастя бути жінкою (1955) Алесандро Блазетті (автор сенарію)
- Тото і Кароліна (1955) Маріо Монічеллі (soggetto e sceneggiatura)
- L'arte di arrangiarsi (1955) Луїджі Дзампа (revisione della sceneggiatura)
- Террор у місті (1957) Anton Giulio Majano (автор сценарію)
- Ночі Кабірії (1957) Федеріко Фелліні (автор сценарію)
- Літні оповідання (1958) Джанні Франчоліні (автор сценарію)
- Fortunella (1958) Едуардо де Філіппо (постановка і автор сценарію)
- Небесний екстракт (1959) Аглауго Косодіо (постановка і автор сценарію)
- Кохання в Римі (1960) Діно Різі (автор сценарію)
- Солодке життя (1960) Федеріко Фелліні (постановка автор сценарію)
- Ніч (1961) Мікеланджело Антоніоні (автор сценарію)
- Дівчина на вітрині (1961) Лучіано Еммер (автор сценарію)
- Фантазми Риму (1961) Антоніо П'єтранджелі (постановка і автор сценарію)
- Боккаччо-70 (1962): епізод спокуси доктора Антоніо Федеріко Фелліні (постановка і автор сценарію)
- До побачення Гонконг (1963) Джанлуїджі Полідоро (автор сценарію)
- 8½ (1963) Федеріко Фелліні (постановка і автор сенарію)
- La ballata del boia (1964) Луїс Гарсія Берланга (автор сценарію)
- Тоніо Крьогер (1964) Рольф Т'єте (автор сценарію)
- Американська дружина (1964) Джанлуїджі Полідоро (автор сценарію)
- Джульєтта і духи (1965) Федеріко Фелліні (автор сценарію)
- Пані та понове (1965) П'єтро Джермі (неприйнятий сценарій)
- Десята жертва (1965) Еліо Петрі (автор сценарію)
- Wälsungenblut (1965) Рольф Т'єле (співавтор сценарію)
- Rapture (1965) John Guillermin (collaborazione alla sceneggiatura non accreditata)
- Я, я, я... та інші (1966) Алессандро Блазетті (співавтор сценарію)
- Люов через століття (1967): епізод Римські ночі Мауро Болоніні (постановка і автор сценарію) та епізод: L'età della pietra Франко Індовіна (постановка і автор сценарію)
- I protagonisti (1968) Марчелло Фондато (soggetto e sceneggiatura)
- Vivi o, preferibilmente, morti (1969) Дуччо Тессарі (постановка)
- Red (1969) Жиль Карл (постановка та автор сценарію)
- Sweet Charity (1969) Боб Фоссу (за мотивами Ночі Кабирії)
- Colpo rovente (1970) П'єтро Джуффі (автор сценарію)
- Трішки сонця у холодній воді (1971) Жак Дерай (співавтор сценарію)
- La cagna (1972) Марко Феррері (tratto da Melampus)
- Un marziano a Roma (1983) Bruno Rasia та Antonio Salines (за мотивами)
- L'inchiesta (1986) Даміано Дамані (постановка)
- Час вбивати (фільм) (1989) Джуліано Монтальдо (за мотивами)
- L'inchiesta (2006) Джуліо Базе (за мотивами)
- Nine (2009) Роб Маршал (за мотивами Всім з половиною)

## Кінонагороди[1]
- Нагорода синдикату італійських журналістів «Срібна стрічка»:
- 1987, посмертно (найкращий сюжет) — за фільм «Справа Назаретянина» (1986)
- 1964 (найкращий сценарій) — за фільм Вісім з половиною (1963)
- 1948 (найкращий сюжет) — за фільм «Рим вільне місто» (1946)
- 1961 (найкращий оригінальний сюжет) — за фільм «Солодке життя» (1960)
- 1964 (найкращий оригінальний сюжет) — за фільм «Вісім з половиною» (1963)
- 1959 (Sant Jordi Awards за найкращий сценарій до іноземного фільму, Іспанія) за фільм «Ночі Кабирії» (1957)